# Coppa Italia 2010-2011 (pallavolo femminile)
La Coppa Italia di pallavolo femminile 2010-2011 è stata la 33ª edizione della coppa nazionale d'Italia e si è svolta dal 23 ottobre 2010 al 17 aprile 2011. Alla competizione hanno partecipato 12 squadre e la vittoria finale è andata per la seconda volta consecutiva al Gruppo Sportivo Oratorio Pallavolo Femminile Villa Cortese.

## Regolamento
Prima dell'avvio del campionato la Lega Pallavolo Serie A femminile ha organizzato una serie di tornei raccolti con il nome di Round Robin League 2010/11, mettendo in palio due posti ai quarti di finale di Coppa Italia. I tornei sono stati organizzati con la formula della Final Four, con semifinali e finali a scontro diretto. Per ogni torneo, alla prima classificata, sono stati assegnati 5 punti, 3 punti alla seconda, 2 alla terza e 1 alla quarta. Le prime due squadre che hanno ottenuto più punti al termine della Round Robin League hanno avuto accesso diretto a quarti di Coppa Italia.

## Squadre partecipanti
Hanno preso parte alla manifestazione, oltre alle due squadre determinate dai tornei precampionato, le prime sei squadre classificate al termine del girone d'andata del campionato di Serie A1 2010-11 (ovviamente escludendo quelle già qualificate), ovvero:
| - Bergamo - Busto Arsizio - Castellana Grotte - Spes Conegliano - Universal Modena - Asystel | - Villanterio - Sirio Perugia - Robursport Pesaro - River - Robur Tiboni Urbino - Villa Cortese |

## Torneo

### Tabellone
|  | Quarti di finale    | Quarti di finale    | Quarti di finale |               |                   | Semifinali        | Semifinali | Semifinali |  |  | Finale | Finale | Finale |  |
|  |                     |                     |                  |               |                   |                   |            |            |  |  |        |        |        |  |
|  | Robursport Pesaro   | Robursport Pesaro   | 3 - 2            |               |                   |                   |            |            |  |  |        |        |        |  |
|  | Robursport Pesaro   | Robursport Pesaro   | 3 - 2            |               |                   |                   |            |            |  |  |        |        |        |  |
|  | River               | River               | 0 - 3            |               |                   |                   |            |            |  |  |        |        |        |  |
|  | River               | River               | 0 - 3            |               | Robursport Pesaro | Robursport Pesaro | 2          |            |  |  |        |        |        |  |
|  |                     |                     |                  |               | Robursport Pesaro | Robursport Pesaro | 2          |            |  |  |        |        |        |  |
|  |                     |                     | Bergamo          | Bergamo       | 3                 |                   |            |            |  |  |        |        |        |  |
|  | Bergamo             | Bergamo             | Bergamo          | Bergamo       | 3                 | 1 - 3             |            |            |  |  |        |        |        |  |
|  | Bergamo             | Bergamo             |                  |               |                   |                   |            |            |  |  |        |        |        |  |
|  | Asystel             | Asystel             | 3 - 0            |               |                   |                   |            |            |  |  |        |        |        |  |
|  | Asystel             | Asystel             | 3 - 0            |               | Bergamo           | Bergamo           | 1          |            |  |  |        |        |        |  |
|  |                     |                     |                  |               |                   |                   |            |            |  |  |        |        |        |  |
|  |                     |                     | Villa Cortese    | Villa Cortese | 3                 |                   |            |            |  |  |        |        |        |  |
|  | Robur Tiboni Urbino | Robur Tiboni Urbino | Villa Cortese    | Villa Cortese | 3                 | 2 - 0             |            |            |  |  |        |        |        |  |
|  | Robur Tiboni Urbino | Robur Tiboni Urbino |                  |               |                   |                   |            |            |  |  |        |        |        |  |
|  | Busto Arsizio       | Busto Arsizio       | 3 - 3            |               |                   |                   |            |            |  |  |        |        |        |  |
|  | Busto Arsizio       | Busto Arsizio       | 3 - 3            |               | Busto Arsizio     | Busto Arsizio     | 0          |            |  |  |        |        |        |  |
|  |                     |                     |                  |               | Busto Arsizio     | Busto Arsizio     | 0          |            |  |  |        |        |        |  |
|  |                     |                     | Villa Cortese    | Villa Cortese | 3                 |                   |            |            |  |  |        |        |        |  |
|  | Spes Conegliano     | Spes Conegliano     | Villa Cortese    | Villa Cortese | 3                 | 0 - 3             |            |            |  |  |        |        |        |  |
|  | Spes Conegliano     | Spes Conegliano     |                  |               |                   |                   |            |            |  |  |        |        |        |  |
|  | Villa Cortese       | Villa Cortese       | 3 - 2            |               |                   |                   |            |            |  |  |        |        |        |  |

### Risultati

#### Round Robin League

##### Torneo Città del Nobile
Campo di gioco: Palazzetto dello Sport di Chianciano Terme.
| 23 ottobre 2010 - ore 18:00 1ª semifinale      | Robur Tiboni Urbino | 0 - 3 | Asystel       | a tavolino                 |
| 23 ottobre 2010 - ore 20:30 2ª semifinale      | Villa Cortese       | 0 - 3 | Sirio Perugia | 19-25, 22-25, 19-25        |
| 24 ottobre 2010 - ore 16:00 Finale 3º-4º posto | Robur Tiboni Urbino | 0 - 3 | Villa Cortese | a tavolino                 |
| 24 ottobre 2010 - ore 18:00 Finale 1º-2º posto | Asystel             | 3 - 1 | Sirio Perugia | 25-16, 24-26, 25-17, 25-15 |

##### Memorial Matteo Ragni
Campo di gioco: PalaPanini, Modena.
| 23 ottobre 2010 - ore 17:30 1ª semifinale      | Villanterio      | 0 - 3 | Spes Conegliano  | a tavolino         |
| 23 ottobre 2010 - ore 20:30 2ª semifinale      | Universal Modena | 0 - 3 | River            | 19-25, 9-25, 22-25 |
| 24 ottobre 2010 - ore 16:00 Finale 3º-4º posto | Villanterio      | 0 - 3 | Universal Modena | 10-25, 14-25, 8-25 |
| 24 ottobre 2010 - ore 18:00 Finale 1º-2º posto | Spes Conegliano  | 0 - 3 | River            | a tavolino         |

##### Torneo Piero e Franco Rebecchi
Campo di gioco: PalaFranzanti, Piacenza
| 30 ottobre 2010 - ore 15:30 1ª semifinale      | Universal Modena | 0 - 3 | Busto Arsizio | 22-25, 21-25, 21-25              |
| 30 ottobre 2010 - ore 18:00 2ª semifinale      | Villanterio      | 0 - 3 | River         | 19-25, 16-25, 23-25              |
| 31 ottobre 2010 - ore 15:30 Finale 3º-4º posto | Universal Modena | 3 - 2 | Villanterio   | 25-23, 25-16, 18-25, 23-25, 15-9 |
| 31 ottobre 2010 - ore 18:00 Finale 1º-2º posto | Busto Arsizio    | 3 - 2 | River         | 15-25, 29-27, 23-25, 28-26, 15-7 |

##### Memorial Carneroli/Zattoni
Campo di gioco: PalaMondolce, Urbino
| 6 novembre 2010 - ore 18:00 1ª semifinale      | Sirio Perugia       | 0 - 3 | Asystel             | 17-25, 23-25, 16-25        |
| 6 novembre 2010 - ore 20:30 2ª semifinale      | Robur Tiboni Urbino | 3 - 0 | Castellana Grotte   | a tavolino                 |
| 7 novembre 2010 - ore 16:00 Finale 3º-4º posto | Sirio Perugia       | 3 - 0 | Castellana Grotte   | a tavolino                 |
| 7 novembre 2010 - ore 18:00 Finale 1º-2º posto | Asystel             | 3 - 1 | Robur Tiboni Urbino | 25-23, 18-25, 26-24, 25-23 |

##### Torneo Penisola del Sinis
Campo di gioco: Palasport di Cabras.
| 12 novembre 2010 - ore 19:00 1ª semifinale      | Bergamo         | 3 - 0 | Busto Arsizio   | 25-22, 25-18, 29-27        |
| 13 novembre 2010 - ore 19:00 2ª semifinale      | Spes Conegliano | 3 - 1 | Villanterio     | 18-25, 25-19, 25-10, 25-22 |
| 14 novembre 2010 - ore 16:00 Finale 3º-4º posto | Busto Arsizio   | 3 - 1 | Villanterio     | 25-18, 25-11, 22-25, 25-18 |
| 14 novembre 2010 - ore 19:30 Finale 1º-2º posto | Bergamo         | 0 - 3 | Spes Conegliano | 20-25, 20-25, 26-28        |

##### Memorial Celestino Poma
Campo di gioco: PalaRavizza, Pavia.
| 20 novembre 2010 - ore 17:30 1ª semifinale      | River         | 0 - 3 | Busto Arsizio    | 20-25, 21-25, 21-25        |
| 20 novembre 2010 - ore 20:30 2ª semifinale      | Villanterio   | 1 - 3 | Universal Modena | 25-22, 23-25, 21-25, 20-25 |
| 21 novembre 2010 - ore 17:30 Finale 3º-4º posto | River         | 3 - 1 | Villanterio      | 19-25, 25-21, 25-20, 29-27 |
| 21 novembre 2010 - ore 20:30 Finale 1º-2º posto | Busto Arsizio | 3 - 0 | Universal Modena | 25-23, 25-19, 25-22        |

##### Classifica
| Pos. | Squadra             | Pt |
| ---- | ------------------- | -- |
| 1.   | Busto Arsizio       | 12 |
| 2.   | Asystel             | 10 |
| 3.   | River               | 10 |
| 4.   | Spes Conegliano     | 8  |
| 5.   | Modena              | 7  |
| 6.   | Sirio Perugia       | 5  |
| 7.   | Villanterio         | 4  |
| 8.   | Robur Tiboni Urbino | 4  |
| 9.   | Bergamo             | 3  |
| 10.  | Villa Cortese       | 2  |
| 11.  | Castellana Grotte   | 1  |

#### Quarti di finale

##### Andata
| 9 marzo 2011 - ore 20:30 PalaFranzanti, Piacenza    | River         | 0 - 3 | Robursport Pesaro   | 18-25, 21-25, 22-25              |
| 9 marzo 2011 - ore 20:30 Sporting Palace, Novara    | Asystel       | 3 - 1 | Bergamo             | 25-17, 16-25, 25-20, 25-23       |
| 9 marzo 2011 - ore 20:30 PalaYamamay, Busto Arsizio | Busto Arsizio | 3 - 2 | Robur Tiboni Urbino | 19-25, 29-31, 25-22, 25-16, 15-7 |
| 9 marzo 2011 - ore 20:30 PalaBorsani, Castellanza   | Villa Cortese | 3 - 0 | Spes Conegliano     | 25-20, 25-22, 25-20              |

##### Ritorno
| 23 marzo 2011 - ore 20:30 PalaCampanara, Pesaro    | Robursport Pesaro   | 2 - 3 | River         | 25-20, 25-21, 25-27, 12-25, 10-15 |
| 23 marzo 2011 - ore 20:30 PalaNorda, Bergamo       | Bergamo             | 3 - 0 | Asystel       | 25-18, 25-23, 25-16               |
| 23 marzo 2011 - ore 20:30 PalaMondolce, Urbino     | Robur Tiboni Urbino | 0 - 3 | Busto Arsizio | 22-25, 19-25, 23-25               |
| 23 marzo 2011 - ore 20:30 Zoppas Arena, Conegliano | Spes Conegliano     | 3 - 2 | Villa Cortese | 28-30, 13-25, 25-18, 25-18, 15-12 |

#### Semifinali
| 16 aprile 2011 - ore 18:00 PalaCatania, Catania | Robursport Pesaro | 2 - 3 | Bergamo       | 35-33, 25-22, 22-25, 23-25, 16-18 |
| 16 aprile 2011 - ore 20:30 PalaCatania, Catania | Villa Cortese     | 3 - 0 | Busto Arsizio | 25-19, 25-23, 25-22               |

#### Finale
| 17 aprile 2011 - ore 18:00 PalaCatania, Catania | Bergamo | 1 - 3 | Villa Cortese | 26-24, 21-25, 23-25, 20-25 |